# Pangrapta wollastoni
Pangrapta wollastoni là một loài bướm đêm trong họ Erebidae.